# Consistório Ordinário Público de 2010
O Consistório Ordinário Público de 2010 para a criação de novos cardeais foi anunciado pelo Papa Bento XVI na audiência geral do dia 20 de outubro de 2010, no Vaticano, e realizou-se no dia 20 de novembro de 2010.

## Novos cardeais
| Nº                     | País                           | Nome                                   | Idade              | Cargo                                                                     | Título ou Diaconia                                                   |
| Cardeais eleitores     | Cardeais eleitores             | Cardeais eleitores                     | Cardeais eleitores | Cardeais eleitores                                                        | Cardeais eleitores                                                   |
| ---------------------- | ------------------------------ | -------------------------------------- | ------------------ | ------------------------------------------------------------------------- | -------------------------------------------------------------------- |
| 1                      | Itália                         | Angelo Amato, S.D.B.                   | 72                 | Prefeito da Congregação para as Causas dos Santos                         | Cardeal-diácono de Santa Maria em Aquiro                             |
| 2                      | Egito                          | Antonios Naguib                        | 75                 | Patriarca de Alexandria dos Coptas                                        | Cardeal-bispo                                                        |
| 3                      | Guiné                          | Robert Sarah                           | 65                 | Presidente do Pontifício Conselho Cor Unum                                | Cardeal-diácono de São João Bosco na via Tuscolana                   |
| 4                      | Itália                         | Francesco Monterisi                    | 76                 | Arcipreste da Basílica de São Paulo Extramuros                            | Cardeal-diácono de São Paulo alla Regola                             |
| 5                      | Itália                         | Fortunato Baldelli                     | 75                 | Penitenciário-Mor                                                         | Cardeal-diácono de Santo Anselmo em Aventino                         |
| 6                      | Estados Unidos                 | Raymond Leo Burke                      | 62                 | Prefeito do Supremo Tribunal da Assinatura Apostólica                     | Cardeal-diácono de Santa Ágata de’ Goti                              |
| 7                      | Suíça                          | Kurt Koch                              | 60                 | Presidente do Pontifício Conselho para a Promoção da Unidade dos Cristãos | Cardeal-diácono de Nossa Senhora do Sagrado Coração                  |
| 8                      | Itália                         | Paolo Sardi                            | 76                 | Vice-Camerlengo da Santa Igreja Romana                                    | Cardeal-diácono de Santa Maria Auxiliadora na Via Tuscolana          |
| 9                      | Itália                         | Mauro Piacenza                         | 66                 | Prefeito da Congregação para o Clero                                      | Cardeal-diácono de São Paulo em Tre Fontane                          |
| 10                     | Itália                         | Velasio De Paolis, C.S.                | 75                 | Prefeito da Prefeitura dos Assuntos Econômicos da Santa Sé                | Cardeal-diácono de Jesus Bom Pastor em Montagnola                    |
| 11                     | Itália                         | Gianfranco Ravasi                      | 68                 | Presidente do Pontifício Conselho para a Cultura                          | Cardeal-diácono de São Jorge em Velabro                              |
| 12                     | Zâmbia                         | Medardo Joseph Mazombwe                | 79                 | Arcebispo emérito de Lusaka                                               | Cardeal-presbítero de Santa Emerenciana em Tor Fiorenza              |
| 13                     | Equador                        | Raúl Eduardo Vela Chiriboga            | 76                 | Arcebispo emérito de Quito                                                | Cardeal-presbítero de Santa Maria em Vía                             |
| 14                     | República Democrática do Congo | Laurent Monsengwo Pasinya              | 71                 | Arcebispo de Kinshasa                                                     | Cardeal-presbítero de Santa Maria Rainha da Paz em Ostia Mare        |
| 15                     | Itália                         | Paolo Romeo                            | 72                 | Arcebispo de Palermo                                                      | Cardeal-presbítero de Santa Maria Odigitria dos Sicilianos           |
| 16                     | Estados Unidos                 | Donald William Wuerl                   | 70                 | Arcebispo de Washington                                                   | Cardeal-presbítero de São Pedro acorrentado                          |
| 17                     | Brasil                         | Raymundo Damasceno Assis               | 73                 | Arcebispo de Aparecida                                                    | Cardeal-presbítero da Imaculada no Tiburtino                         |
| 18                     | Polónia                        | Kazimierz Nycz                         | 60                 | Arcebispo de Varsóvia                                                     | Cardeal-presbítero de Santos Silvestre e Martinho nos Montes         |
| 19                     | Sri Lanka                      | Albert Malcolm Ranjith Patabendige Don | 63                 | Arcebispo de Colombo                                                      | Cardeal-presbítero de São Lourenço em Lucina                         |
| 20                     | Alemanha                       | Reinhard Marx                          | 57                 | Arcebispo de Munique e Frisinga                                           | Cardeal-presbítero de São Corbiniano                                 |
| Cardeais não-eleitores |                                |                                        |                    |                                                                           |                                                                      |
| 21                     | Espanha                        | José Manuel Estepa Llaurens            | 84                 | Arcebispo Ordinário Militar emérito                                       | Cardeal-presbítero de São Gabriel Arcanjo em Acqua Traversa          |
| 22                     | Itália                         | Elio Sgreccia                          | 82                 | Presidente emérito da Pontifícia Academia para a Vida                     | Cardeal-diácono de Santo Anjo in Pescheria                           |
| 23                     | Alemanha                       | Walter Brandmüller                     | 81                 | Presidente emérito do Pontifício Comitê das Ciências Históricas           | Cardeal-diácono de São Juliano dos Flamengos                         |
| 24                     | Itália                         | Domenico Bartolucci                    | 93                 | Maestro-diretor emérito da Capela Musical Pontifícia                      | Cardeal-diácono de Santíssimos Nomes de Jesus e de Maria na Via Lata |

A idade reporta-se à data de criação como Cardeal.

## Outros consistórios do papado de Bento XVI
- Consistório Ordinário Público de 2006
- Consistório Ordinário Público de 2007
- Primeiro Consistório Ordinário Público de 2012
- Segundo Consistório Ordinário Público de 2012